# Újhartyán
Újhartyán je vas na Madžarskem, ki upravno spada pod podregijo Dabasi Županije Pešta. 

## Prebivalstvo
Prebivalci kraja so katoličani. Župnijska cerkev je posvečena sveti Barbari. Na cerkvenem stropu je freska novejšega datuma. Kulturno in versko življenje je zelo razgibano.  